# Giambattista Dufort

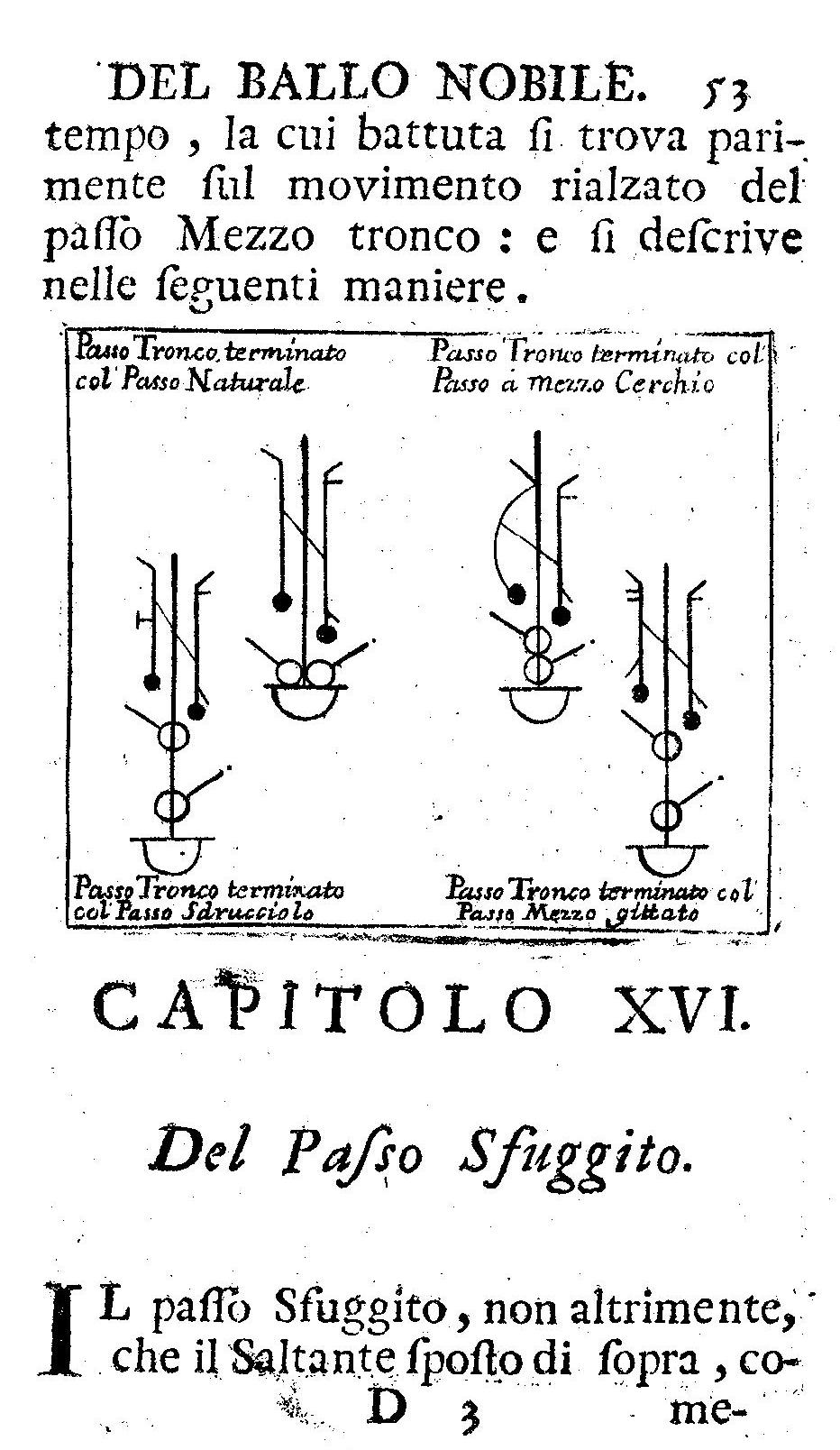
Darstellung in Giambattista Duforts Trattato del ballo nobile (1728)

Giambattista Dufort (* um 1680; † nach 1728) war französischer Tänzer, Tanzmeister und Choreograf. Er hat den Trattato del Ballo Nobile (Neapel 1728) verfasst.

## Leben
Zu Giambattista Dufort gibt es bislang kaum biographische Daten. Seinem Traktat können wir entnehmen, dass er in Frankreich geboren wurde, welches er jedoch später aus nicht genannten Gründen in Richtung Italien verlassen hat. Ab spätestens 1697 tanzte er in Pastoralen und Balletten. Zwischen 1709 und 1713 wird er als Tänzer und Choreograf in Neapel erwähnt. In den beiden Libretti von 1710 wird er als maestro di ballo del Ducale Collegio de’ Nobili di Parma bezeichnet. 1728 erschien in Neapel sein Trattato del Ballo Nobile.
Dufort studierte offenbar in Frankreich, wo er das Beauchamp-Feuillet-System kennenlernte. Duforts Trattato dell Ballo Nobile ist das erste Buch in italienischer Sprache, in denen die französische Tanznotation beschrieben wird. Zusätzlich zu einer Beschreibung der Grundschritte in italienischer Sprache enthält es auch 25 Abbildungen. Der erste Teil enthält die Regeln des Tanzens, in dem die fünf Positionen sowie die Grundschritte erklärt werden. Der zweite Teil ist allein dem Menuett gewidmet. Im dritten Teil werden der Kontratanz, der Rigaudon, die Galliarde sowie die Sarabande beschrieben. Anschließend beschreibt Dufort noch die wichtigsten Umgangsformen, die man für den Gesellschaftstanz braucht, aber auch im täglichen Leben anwenden kann. So etwa die perfekte Ausführung der Riverenza zur Begrüßung und Verabschiedung. Dufort unterscheidet zwischen Theatertanz und höfischem Tanz.
Dufort ist einer der ersten Tanzpraktiker, die sich auch für die jüngere Geschichte seines Faches interessiert haben. Sein Interesse endet dabei nicht, wie wir es aus anderen Traktaten kennen, mit den üblichen Verweisen auf die Tanzkunst der Antike. er schreibt auch über die jüngere Tanzgeschichte. Sein Wissen über den Beginn der Tanzkunst in Italien beruht dabei auf der Kenntnis zweier Traktate: Il Ballarino perfetto (gedruckt Mailand 1468) von Ronaldo Rigoni, welches Galeazzo Sforza, Herzog von Mailand gewidmet ist. Dieser Traktat liegt in dieser Form heute allerdings nicht vor. Möglicherweise handelt es sich um eine Abschrift von Guglielmo Ebreos De pratica seu arte tripudii (1463), der ebenfalls Galeazzo Maria Sforza gewidmet ist. Ein seit 1499 in Paris befindliche Abschrift des Traktats wurde von einem gewissen Paganus Raudensis geschrieben. Dufort könnte diese Abschrift in Frankreich gesehen haben. Der zweite von Dufort erwähnte Traktat ist Il Ballarino von Fabritio Caroso (Venedig 1581), welcher Signora Bianca Cappello de’Medici, Großherzogin der Toskana gewidmet ist.
Von Carosos beiden Traktaten hat Dufort offensichtlich nur Il Ballarino gekannt. Diesen Traktat dürfte er aber sogar genauer gelesen haben. Dufort bezeichnet nämlich den von Caroso beschriebenen Tanzstil als veraltet und unschön. Da zu Beginn des 18. Jahrhunderts niemand mehr im Stil von Fabritio Caroso und Cesare Negri getanzt hat, kann sich Dufort nur aufgrund eigener Lektüre ein Bild vom Tanzstil des 16. Jahrhunderts gemacht haben. Die Traktate von Negri hat Dufort, da er sie nicht erwähnt, offenbar auch nicht gekannt.
Die offensichtlich intensivere Auseinandersetzung mit älteren Lehrwerken zur Tanzkunst ist zur Zeit von Dufort noch keinesfalls üblich. Ungewöhnlich ist auch, dass Dufort als ein aus Frankreich kommender und im französischen Stil ausgebildeter Tänzer den älteren italienischen Tanzmeistern sogar einräumt, dass deren für ihn unästhetische Stil zumindest zu deren Zeit ebenfalls gefallen konnte. Das Vorwort an die Leser, in dem Dufort auf die Tanzgeschichte eingeht, ist relativ kurz. Dennoch kommt diesem Text eine bedeutende Stellung innerhalb der Tanzgeschichte zu. Dufort ist immerhin der erste Autor eines Traktates, der den Blick auf die Tanzgeschichte ganz gezielt auf die Veränderung der Schritttechnik, die mit einer veränderten Tanzästhetik einhergeht, gerichtet hat.

## Werke
- TRATTATO | DEL | BALLO NOBILE | DI | GIAMBATISTA | DUFORT INDIRIZZATO | All’Eccellenza | DELLE SIGNORE DAME, E | DE’ SIGNORI CAVALIERI | NAPOLETANI. | [Ornament] | IN NAPOLI MDCCXXVIII. | Nella Stamperia di Felice Mosca | [Linie] | Con licenza de' Superiori. Online

## Ballette
- Ballo zum Drama per musica Artaserse Re di Persa (Musik: Francesco Mancini u. a.), Neapel 1713; gemeinsam mit Anna Daufin
- Balli zum Drama pastorale per musica La fede riconosciuta (Libretto: Benedetto Marcello; Musik: Alessandro Scarlatti), Neapel 1710
- Balli zum Drama per musica La pastorella al soglio (Libretto: Giulio Cesare Corradi u. a.; Musik: Antonio Orefici), Neapel 1710